# Istenáldás
Istenáldás (szerbül Njegoševo, Његошево) falu Szerbiában, a Vajdaságban, a Észak-bácskai körzetben, Topolya községben.

## Demográfiai változások
| 1948 | 1953 | 1961 | 1971 | 1981 | 1991 | 2002 |
| ---- | ---- | ---- | ---- | ---- | ---- | ---- |
| 1606 | 1135 | 1090 | 923  | 752  | 635  | 632  |